# Nový Zéland
Nový Zéland (anglicky New Zealand, maorsky Aotearoa) je stát v jihozápadní části Tichého oceánu (Pacifiku). Tvoří ho dva velké ostrovy, Severní a Jižní, a další menší ostrůvky. Nejbližší sousední stát je asi 2000 km vzdálená Austrálie.
Nový Zéland není součástí australského kontinentu, protože se nenachází na jeho kontinentálním šelfu; je však částí ponořeného kontinentu Zélandie. Zélandie společně s Austrálií tvoří širší region Australasie, jenž je součástí Oceánie.

## Název

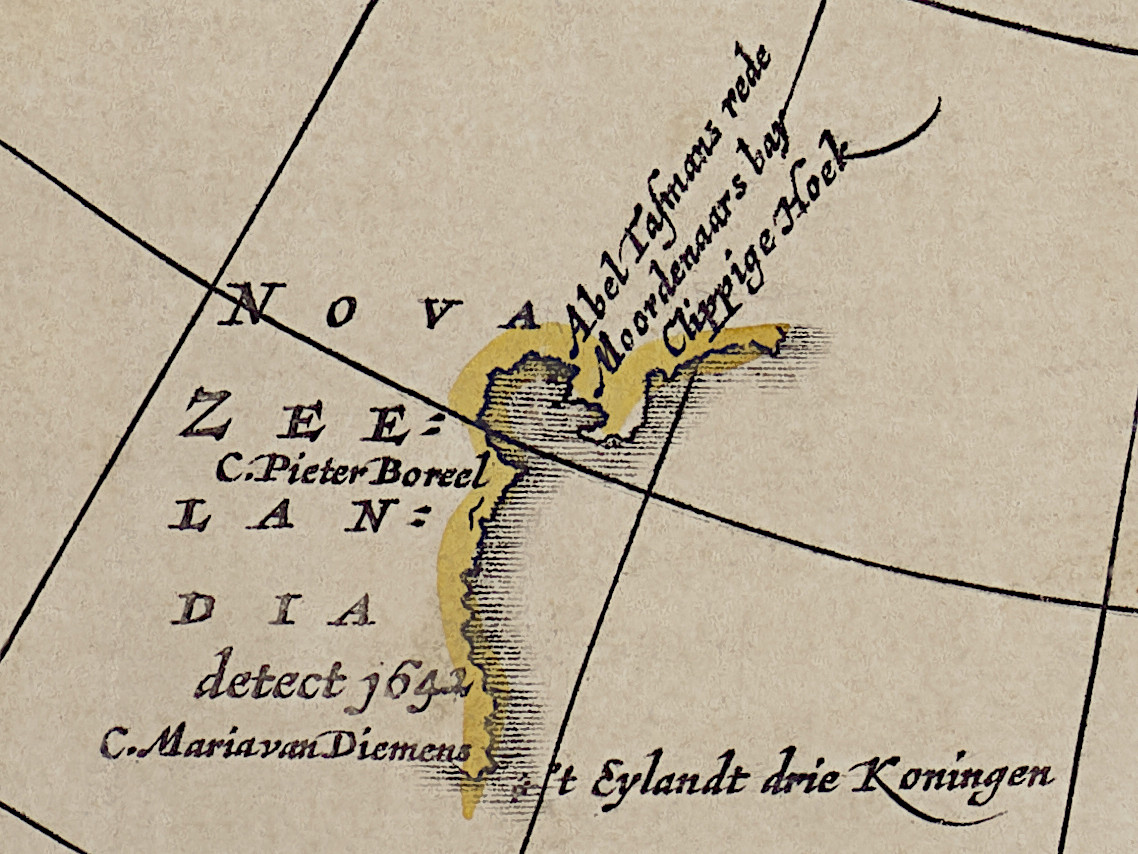
Detail mapy z roku 1666 ukazující západní pobřeží Nova Zeelandia

Není známo, zdali měli Maorové před příchodem Evropanů název pro Nový Zéland, je však jisté, že měli název pro Severní ostrov (Te Ika a Māui) a Jižní ostrov (Te Wai Pounamu nebo Te Waka o Aoraki). Na začátku 20. století byl Severní ostrov také označován jako  Aotearoa, což znamená země dlouhého bílého oblaku (ao = oblak, tea = bílý, roa = dlouhý). V moderní maorštině se tento název užívá pro celý Nový Zéland. Slovo Aotearoa se také běžně používá v novozélandské angličtině.
První evropský objevitel ostrovů Abel Tasman, který zde v roce 1642 přistál, ostrovy pojmenoval Staten Landt. Tasman si však myslel, že objevil část Jižní Ameriky[zdroj⁠?!] objevenou v roce 1615 nizozemským námořníkem Jacobem Le Mairem. Název Nový Zéland pochází od nizozemských kartografů, kteří ostrovy nazvali Nova Zeelandia po nizozemské provincii Zeeland. Nikdo si není přesně jistý, kdo jako první vytvořil přesný nynější název, ale poprvé se objevil v roce 1645 a název asi zvolil kartograf Johan Blaeu. Britský mořeplavec James Cook později název poangličtil na New Zealand. Název nemá nic společného s anglickým názvem Zealand pro dánský ostrov Sjælland. Starší maorské jméno pro Nový Zéland zní Niu Tireni, což má být zkomolený přepis anglického New Zealand.

## Dějiny

### Maorské osídlení

Průběh maorského osídlení Nového Zélandu z Polynésie

Člověk prvně osídlil území dnešního Nového Zélandu pravděpodobně kolem roku 100. Nejstarší stopy lidského působení archeologové nacházejí na Jižním ostrově. První lidé pravděpodobně připluli z Polynésie. Migrační vlna začala sílit v 9. století. Tito příchozí jsou dnes nazýváni Maoři a vytvořili si časem kolektivní identitu. Pojem Maor, neboli „lid moa“, lze také přeložit jako „lovci ptáků moa“. Třímetroví nelétaví ptáci moa se vyskytovali hojně právě na Novém Zélandu a byli téměř jediným zdrojem masa pro loveckou společnost, neboť na ostrově téměř nežili savci. Kvůli tomu byli tito ptáci rychle vyhubeni.
Podle tradiční maorské legendy objevil souostroví mořeplavec Kupe v 10. století. Trvalejší a souvislejší osídlení však můžeme podle archeologů datovat až ve 12. století. Tehdy byl také osídlen i severní ostrov. Období 13. až 14. století historikové nazývají „Velkou migrací“, neboť dochází k mohutnému osidlování především ze Společenských ostrovů. Maorská společnost se stratifikuje a dosahuje úrovně vojenského náčelnictví. Maoři před příchodem Evropanů neznali zpracování kovů, jejich zbraně a nástroje byly ze dřeva a opracovaných kamenů.

### Příchod Evropanů

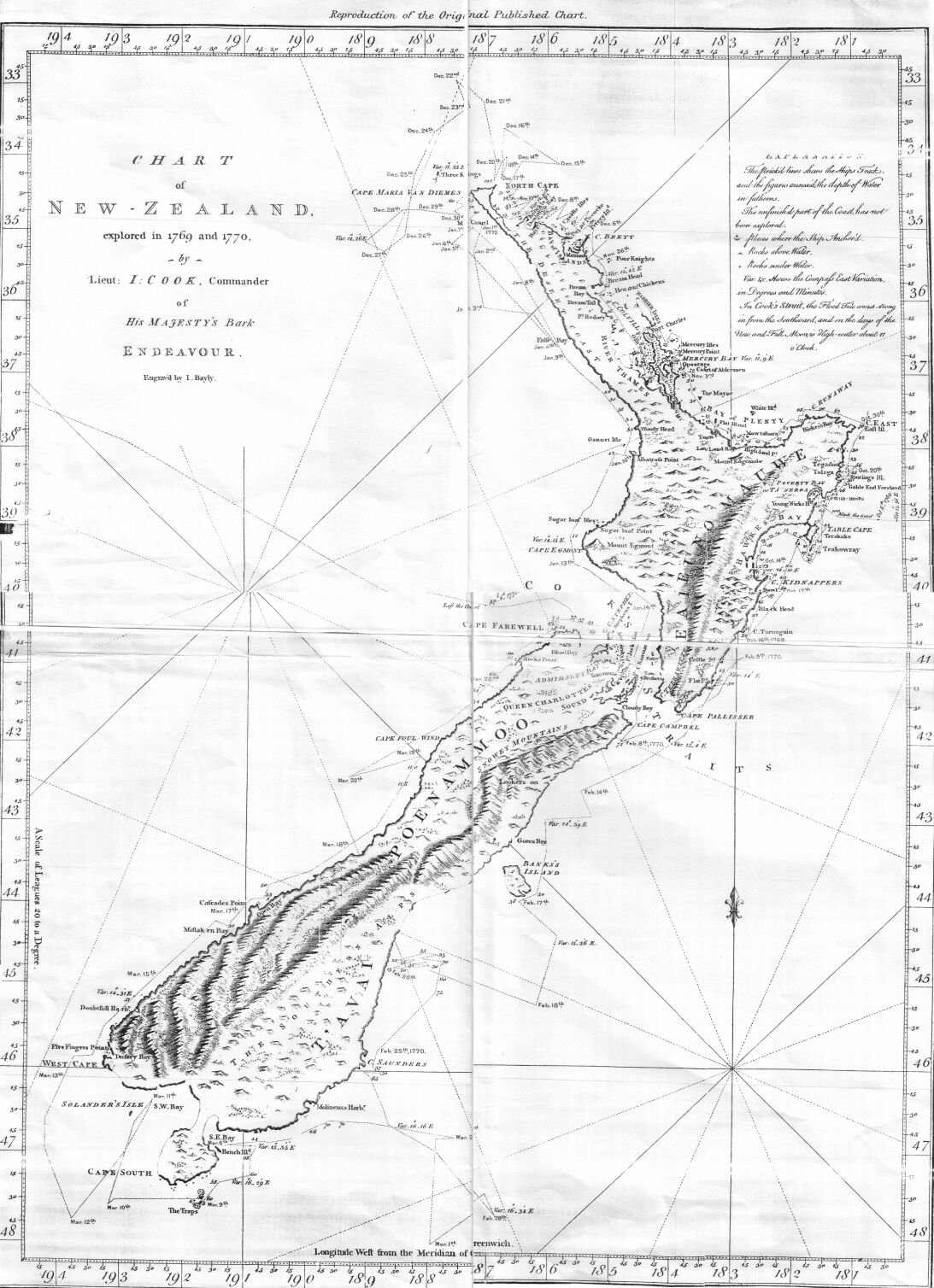
První mapa Nového Zélandu vytvořená Jamesem Cookem

Roku 1642 dorazil k novozélandským břehům Nizozemec Abel Tasman. Stanul u západního pobřeží Jižního ostrova. Krátce po přistání Maoři zabili čtyři členy jeho posádky a Tasman nařídil se stáhnout a vrátit do Indonésie.
Koloniální dějiny se počínají psát teprve v 18. století. Roku 1769 připlul k novozélandským břehům britský námořník James Cook. Obeplul oba hlavní ostrovy a zakreslil je do mapy. Šlo o první mapu Nového Zélandu v historii. Oba ostrovy pak Cook prohlásil za državu Spojeného království. I on se dostal do konfliktu s Maory, ale s některými kmeny se mu naopak podařilo navázat přátelské vztahy.
Dva měsíce po Cookovi dorazila francouzská námořní výprava kapitána Jeana de Surville. Další francouzská výprava, kapitána Mariona du Fresne, která připlula roku 1772, oba ostrovy prohlásila za državu francouzského krále Ludvíka XV. Ke střetu s Brity o novou kolonii ovšem nedošlo, neboť dlouho nikoho nelákalo území opravdu osidlovat.
Někdy na počátku 19. století byly na ostrovy dovezeny první střelné zbraně – muškety, což naprosto převrátilo maorské dějiny a dalo následujícím čtyřiceti letům název „mušketové války“. Kmeny, které si muškety pořídily, se vrhly na kmeny, které nebyly takto vyzbrojeny, a začaly je vyvražďovat. V letech 1801–1840 se podle odhadů historiků uskutečnilo asi 600 válek mezi kmeny a bylo při nich zabito asi 40 000 Maorů.
Evropané mezitím pozvolna získávali populační i kulturní převahu. Kolem roku 1820 vznikly první evropské osady v zálivu Bay of Islands a začaly rychle růst. V roce 1833 je začal spravovat oficiální zástupce britské koruny James Busby. V roce 1838 byla založena Novozélandská kolonizační společnost a kolonizace nabrala na obrátkách. Zároveň ale o Nový Zéland stále jevili zájem Francouzi.
Ve třicátých letech Maorové změnili strategii a hledali cestu ke sjednocení, aby se mohli postavit výzvě nového osídlení. Jenže roku 1840 tvořili Maoři na Novém Zélandu již jen 12 procent populace. Nakonec si maorské elity uvědomily, že nestojí před volbou zda kolonizace ano či ne, ale kterou kolonizaci zvolit – zda britskou, nebo francouzskou. Francouze si vyhodnotili jako jednoznačně větší nebezpečí. Naopak s Brity se jim jednalo mnohem lépe. Jednání vyvrcholila roku 1840. Tehdy se zástupci 500 kmenů dohodli s Brity na tom, že se Evropané stanou vůdčí silou v oblasti a Nový Zéland bude spadat pod svrchovanost britské koruny, výměnou za to měl zůstat nedotčen jejich majetek, lesy a voda. Historickou smlouvu zvanou Smlouva z Waitangi podepsal s maorskými náčelníky roku 1840 kapitán William Hobson.

### Britská modernizace

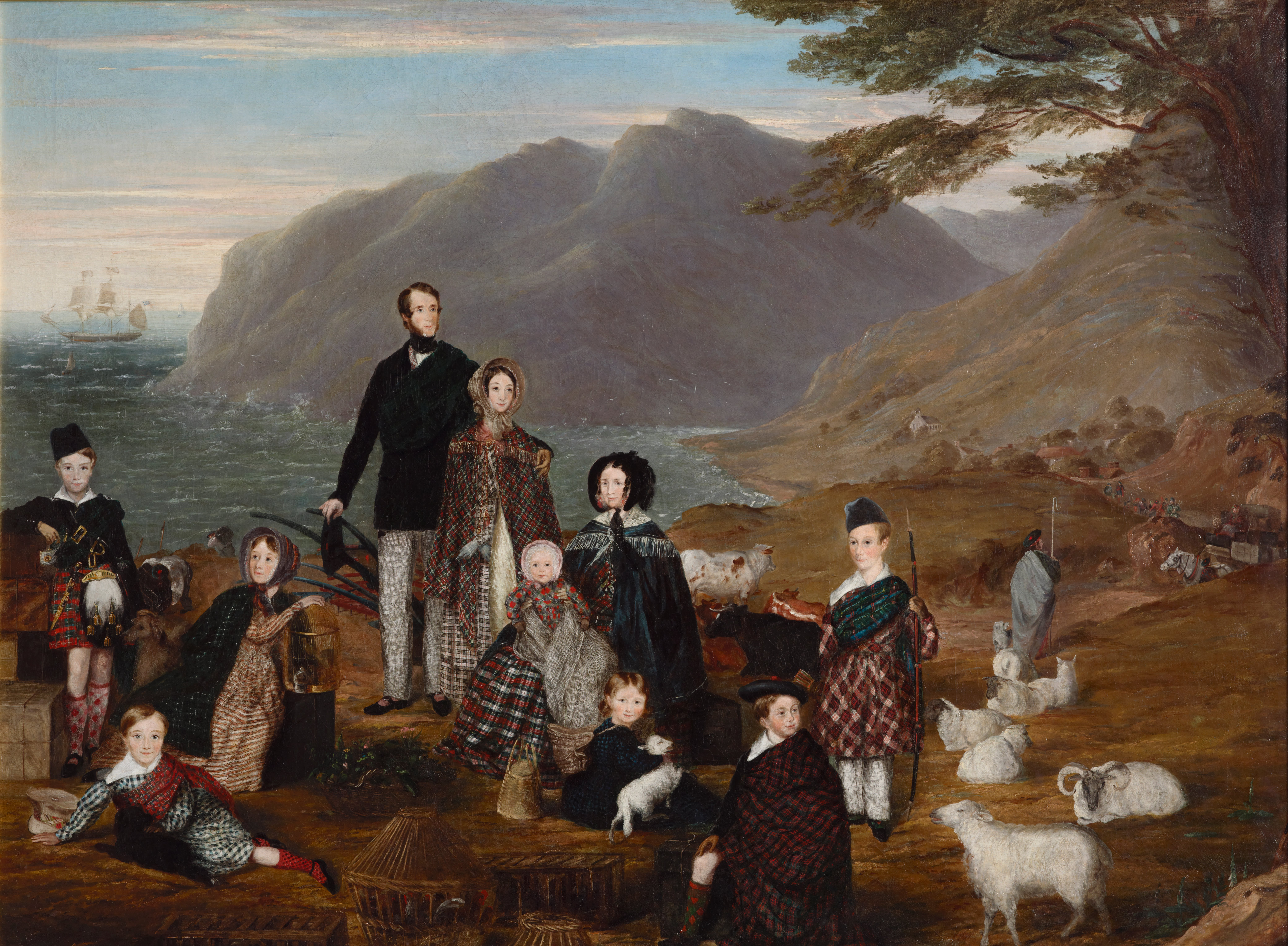
Obraz skotských sedláků-osadníků, který vytvořil William Allsworth kolem roku 1844

Britové v roce 1840 založili na Severním ostrově nové důležité centrum, město Wellington (později vyhlášené hlavním městem státu). Krátce po podepsání smlouvy z Waitangi vyhlásili Britové Nový Zéland závislým územím Nového Jižního Walesu (tedy Austrálie). Ale již roku 1841 byla podřízenost Austrálii zrušena a Nový Zéland byl prohlášen samostatnou britskou kolonií s vlastním guvernérem, jímž se stal William Hobson.
Kolonizace Nového Zélandu a Austrálie se dost lišily. Austrálie byla původně trestaneckou kolonií a první zemědělští osadníci byli v domovské zemi spíše neúspěšní drobní rolníci z Anglie či Walesu. Typickým kolonizátorem Nového Zélandu byl spíše Skot, a to navíc spíše větší sedlák. Austrálie nicméně Nový Zéland silně ovlivnila, a to především masivním dovozem ovcí, který začal po roce 1850, a který dal novozélandskému zemědělství jasně vlnařský charakter. Někdy je také éra 1850–1880 na Novém Zélandu nazývána „epochou vlny“.
V roce 1852 britská koruna změnila status souostroví – ústavním zákonem získal autonomii. Vznikl (zákonem zvaným Constitution Act) vlastní novozélandský parlament (General Assembly) a rok 1852 je tak rokem vzniku novozélandské demokracie. Typickou událostí této epochy bylo rovněž vypuknutí „zlaté horečky“ na řece Buller v roce 1859.

### 1860–1907: Války o půdu a rozvoj demokracie

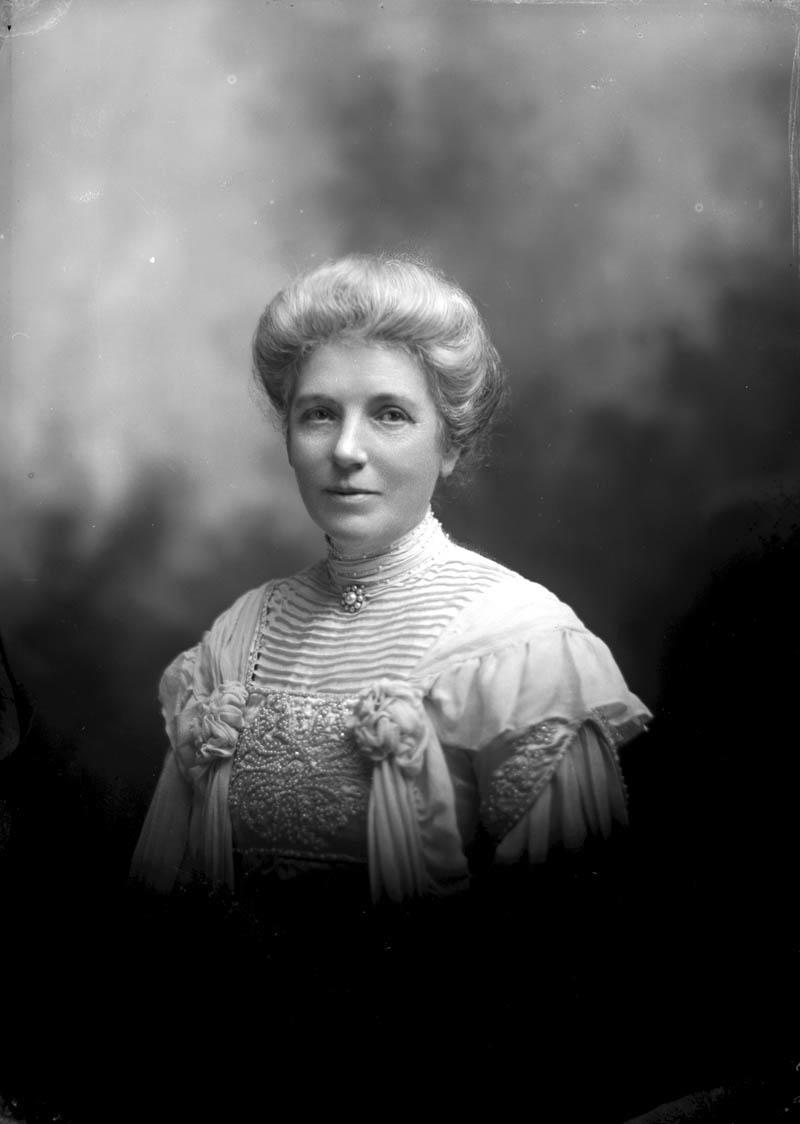
Sufražetka Kate Sheppardová vybojovala ženám na Novém Zélandu volební právo jako prvním na světě

Roku 1860 vypukly boje mezi Maory a Evropany o půdu. Začaly v oblasti Taranaki. Tamní Maoři válku kolem roku 1864 prohráli a následovala rozsáhlá „trestná“ konfiskace půdy maorských kmenů. O její legitimitě se diskutuje dodnes. Novozélandská vláda se pokusila ukonejšit pocity frustrace Maorů mj. tím, že jim roku 1867 přidělila čtyři křesla v parlamentu. Tyto čtyři zástupce pak volili všichni maorští muži starší 21 let bez ohledu na výši majetku, zatímco na bílé voliče se majetkový cenzus dosud vztahoval.
Roku 1870 odešly ze země poslední jednotky britské armády. Tím se zvýšila nezávislost Nového Zélandu, ale také moc centrální vlády, v jejímž čele v té době stál Julius Vogel, první novozélandský premiér židovského původu. Jeho vláda zavedla celou řadu opatření, která se nelíbila provinciálním vládám. Rostoucí napětí vyřešil roku 1876 novozélandský parlament zrušením provincií. Proto byl Nový Zéland dlouho centralizovaným unitárním územím (až do reformy z roku 1989, která vytvořila šestnáct regionů).
Roku 1877 vláda ustavila národní systém vzdělávání, zaváděl povinnou školní docházku pro všechny děti bez rozdílu od 6 do 15 let, byl zcela nezávislý na jakékoli církvi a škola byla zdarma. V roce 1887 byl založen první národní park Tongariro. Roku 1891 volební právo získaly i ženy. Nový Zéland se tak stal vůbec prvním státem světa, který toto právo ženám přiznal. Boj za volební právo žen vedla především aktivistka Kate Sheppardová. V roce 1894 bylo reformováno pracovní právo a stát garantoval tzv. smírčí řízení, která pod jeho dozorem musely absolvovat odbory a zaměstnavatelé, pokud mezi nimi došlo v jednotlivých podnicích ke konfliktu. V roce 1898 pak byl zaveden důchodový systém. V 80. letech technologický pokrok změnil charakter novozélandského zemědělství. Skončila éra vlny, neboť farmáři se začali orientovat na produkci masa. Umožnil jim to vynález chladírenských boxů. Ty umožnily novozélandské maso vyvážet do Austrálie i jinam.

### Samostatnost

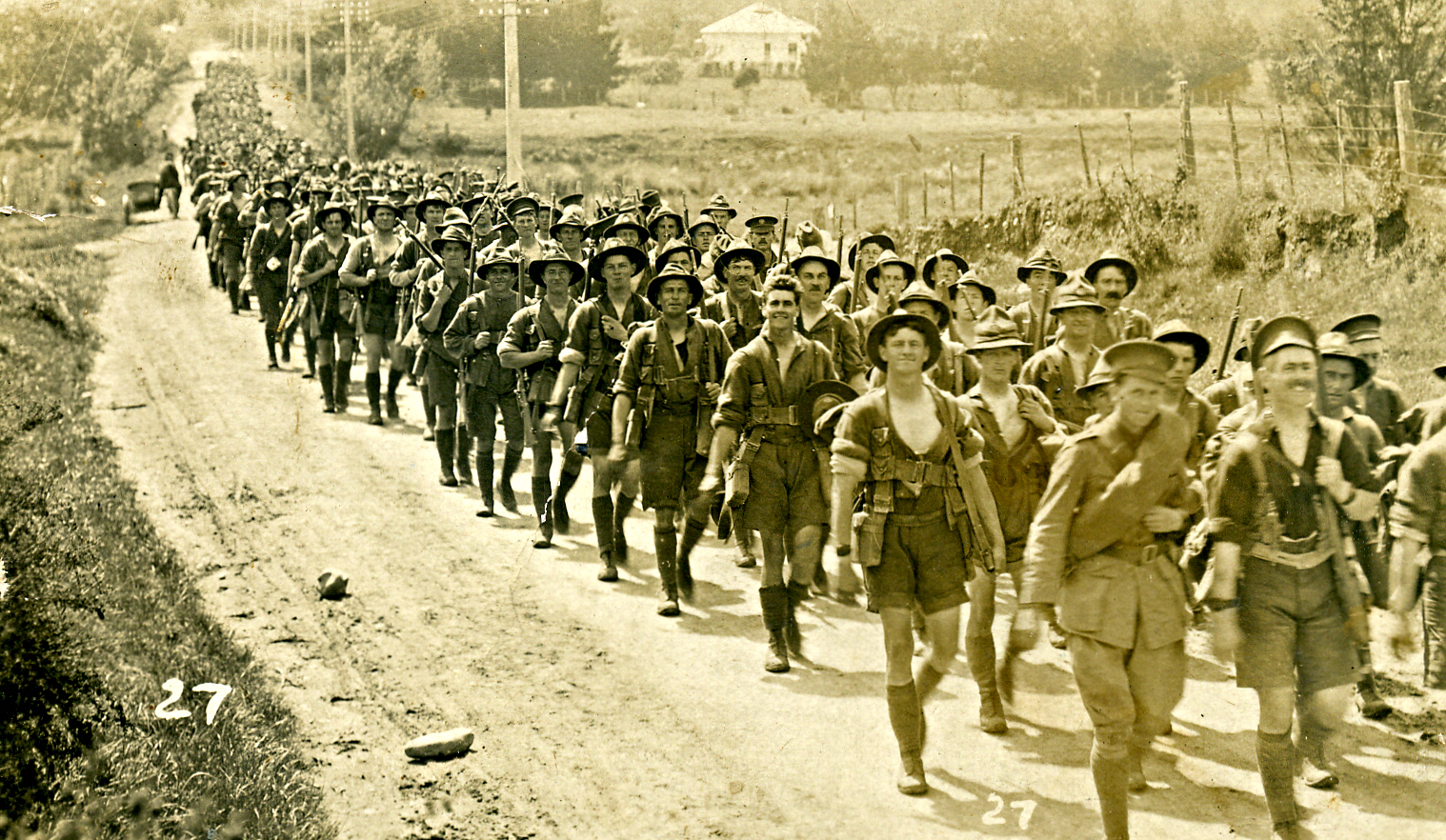
Novozélanďané rukující na bojiště první světové války

V 90. letech vznikl systém politických stran. Nejvlivnější se stala v té době Liberální strana (vládla 1891–1912). Ta nejprve roku 1901 odmítla vstoupit do Australské federace a následně začala usilovat o plnou nezávislost na Británii. Britská koruna se tomu nebránila a roku 1907 se Nový Zéland stal pouhým britským dominiem. Den 26. září 1907 považuje Nový Zéland za datum vzniku státu. V hranicích z roku 1907 existuje dodnes, jen roku 1962 se od něj odtrhla Západní Samoa.
Velký zásah do společnosti přinesla první světová válka. Té se Nový Zéland velmi aktivně zúčastnil na straně Dohody a zaplatil vysokou daň: Ve válce, kam narukovalo 100 000 Novozélanďanů, byl zabit nebo zraněn každý třetí mužský obyvatel Nového Zélandu ve věku 20–40 let. Další mrtvé si vyžádala poválečná epidemie španělské chřipky. K nejslavnějším angažmá novozélandské armády během první světové války patřila bitva o Gallipoli, jež probíhala v letech 1915–1916.
Poválečný rozmach byl zbrzděn Velkou hospodářskou krizí z roku 1929. Nespokojenost ve společnosti v roce 1935 poprvé v historii Nového Zélandu dostala k moci místní sociální demokracii – Novozélandskou stranu práce (New Zealand Labour Party). V čele vlády stanul Michael Joseph Savage. Jeho vláda ještě rozšířila síť dosavadních sociálních opatření.

### Válka a konec britského vlivu

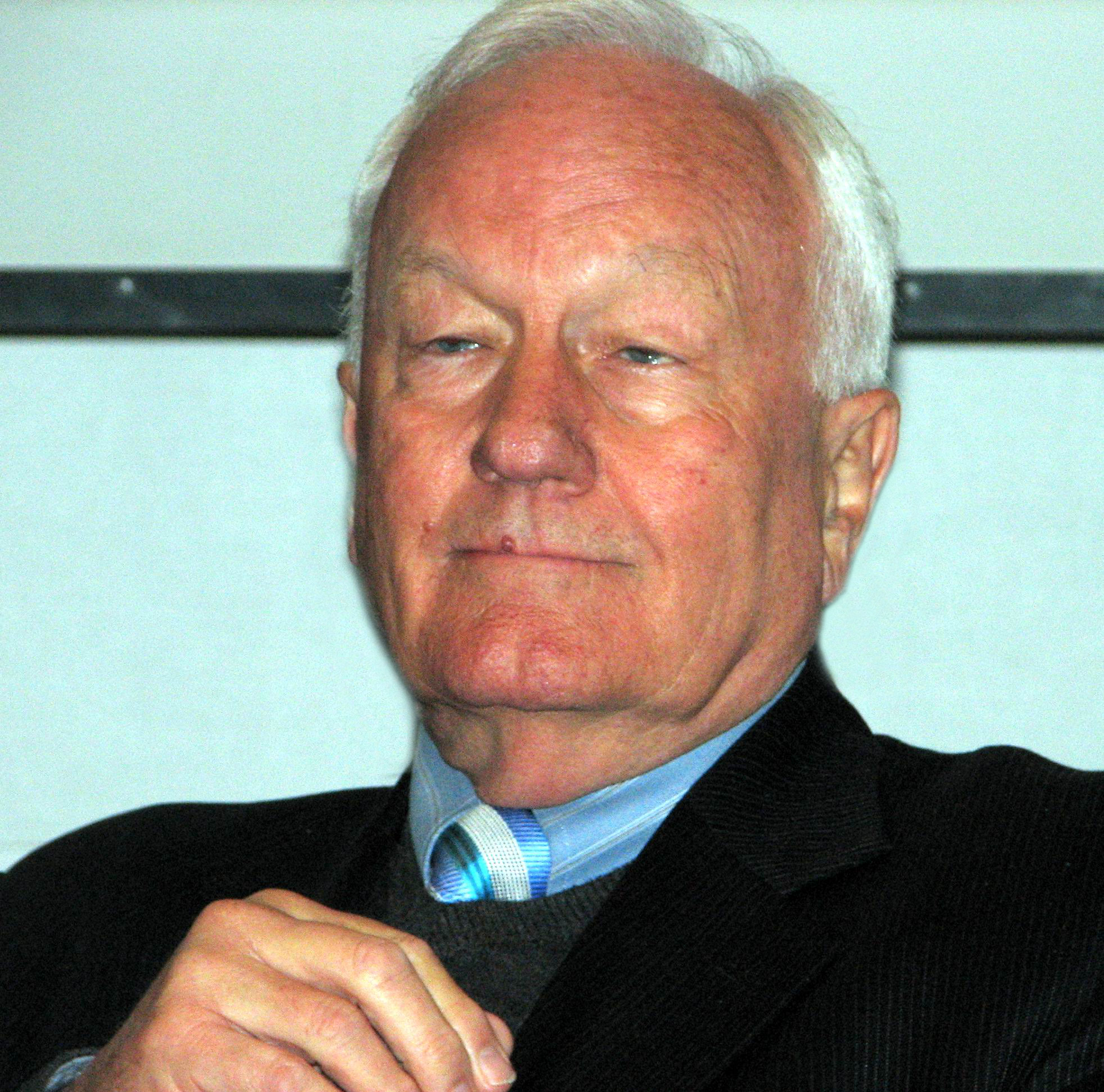
Ministr financí Roger Douglas, jehož reformy v 80. letech nasměrovaly Nový Zéland k ekonomickému úspěchu

Roku 1939 budování státu narušila druhá světová válka. Nový Zéland, jako člen Commonwealthu, znovu vstoupil do bojů po boku Británie. Vyslal na bojiště 120 000 vojáků. Jeho ztráty byly znovu enormní. Měl nejvíce mrtvých a zraněných na počet obyvatel ze všech bojujících států. Zároveň se - na rozdíl od první světové války - ocitlo v bezprostředním ohrožení i území Nového Zélandu, když začala hrozit invaze Japonců. Po celou dobu války střežilo novozélandské území americké námořnictvo, což založilo tradici velmi úzkých vazeb se Spojenými státy.
V 2. polovině 20. století vazby s USA a Austrálií neustále posilovaly na úkor tradičních vazeb s Británií, jejichž pozůstatkem zůstalo vlastně již jen to, že formální hlavou státu je dosud britský monarcha. Klíčovým momentem byl vznik americko-australsko-novozélandské obranné aliance ANZUS v roce 1951. Nový Zéland se proto účastnil korejské války a později války ve Vietnamu. Americké nákupy vlny v 50. letech vyvolaly tzv. Novozélandský wool boom.
V roce 1965 Austrálie a Nový Zéland podepsaly dohodu o volném obchodu – New Zealand/Australia Free Trade Agreement (ještě prohloubená roku 1983 dohodou zvanou Closer Economic Relations). Další oslabení vztahů s Británií přišlo v roce 1973, když Spojené království vstoupilo do Evropské unie. Spolu s tím muselo přijmout i evropskou zemědělskou politiku a omezit tak zemědělský dovoz z Nového Zélandu. V souběhu s probíhající celosvětovou ropnou krizí to na Novém Zélandu vyvolalo hospodářskou recesi nebývalých rozměrů, která trvala hluboko do osmdesátých let. K moci vynesla roku 1973 Národní stranu Roberta Muldoona, která se pokusila krizi zvládnout protekcionismem a masivními vládními intervencemi do ekonomiky. Rozpočty kvůli tomu byly vysoce deficitní a rostlo zadlužení a brzy i inflace. Nezaměstnanost se nedařilo snižovat, což vedlo k velké vlně odchodu zvláště mladých do Austrálie. Navíc vzrostlo hnutí za práva Maorů, známé jako „maorská renesance“.
Národní strana ztratila moc roku 1984 a labouristé vsadili na deregulační politiku: zrušení zemědělských dotací, zrušení státní kontroly mezd a cen, snížení daní, masivní privatizace, zrušení povinného členství v odborech (někdy se hovoří o vzniku rogernomics, podle ministra financí Rogera Douglase). Tato politika, která se zjevně inspirovala u Margaret Thatcherové a Ronalda Reagana, byla úspěšná. Nicméně bezjaderná zóna v novozélandských vodách, kterou roku 1984 vyhlásil sociálnědemokratický premiér David Lange, oslabila vazby se Spojenými státy.
Počátek 21. století je nadále ve znamení hospodářského rozvoje, oživeného i stále významnějším turistickým ruchem.

## Státní symboly

### Vlajka
Novozélandská vlajka je tvořena modrým listem o poměru stran 1:2, v kantonu je umístěn Union Jack – symbol Spojeného království. Ve vlající části jsou místo obvyklého vlajkového emblému (anglicky badge) umístěny čtyři různě velké červené hvězdy, uspořádané do souhvězdí Jižního kříže.

### Znak
Novozélandský státní znak je tvořen čtvrceným štítem, v jehož prvním poli je vyobrazeno souhvězdí Jižního kříže (čtyři červené bíle lemované pěticípé hvězdy na modrém pozadí), ve druhém zlaté rouno na červeném pozadí, ve třetím zlatý obilný snop na červeném pozadí a ve čtvrtém zkřížené zlaté mlátek a želízko na modrém pozadí. Středem štítu prochází stříbrný kůl, na němž jsou vyobrazeny nad sebou tři černé plachetnice. Klenotem znaku je koruna svatého Eduarda. Štítonoši jsou zlatovlasá žena v bílé říze se státní vlajkou přes rameno (národní personifikace zvaná Zealandia) a maorský náčelník v ceremoniálním oděvu kaitaka, držící kopí taiaha. Postavy stojí na dvojici kapradin (Cyathea dealbata) nesoucích stuhu s nápisem „New Zealand”.

### Hymna
Hymna Nového Zélandu je (společně s britskou hymnou God Save the King) píseň God Defend New Zealand. Přestože jsou si obě písně rovny, běžně je používána pouze „God Defend New Zealand“. Slova písně napsal v Thomas Bracken jako báseň. Roku 1876 proběhla soutěž o vytvoření její melodie, kterou vyhrál John Joseph Woods.

## Geografie

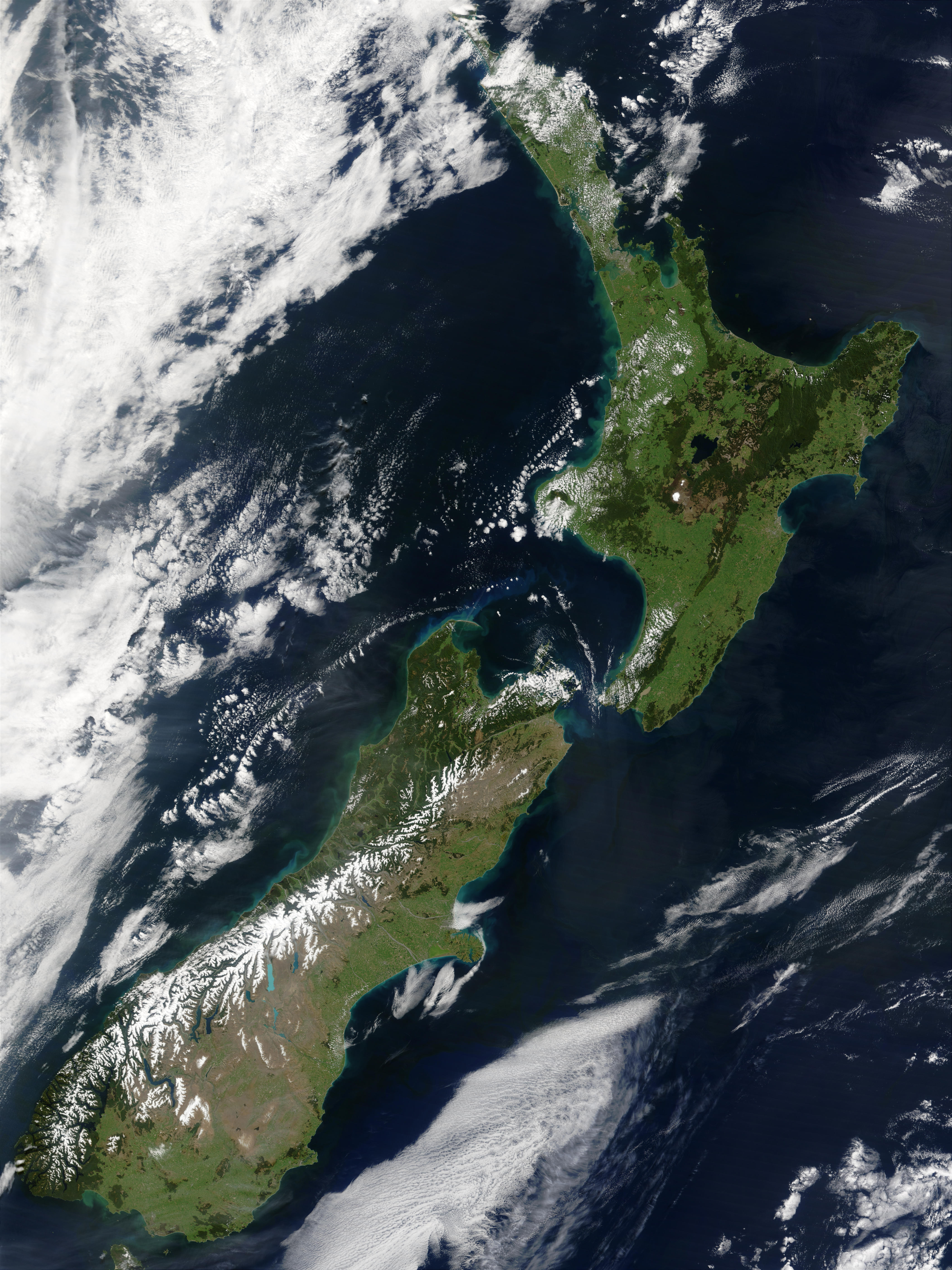
Jižnímu ostrovu dominují sněhem pokryté Jižní Alpy, zatímco Severní ostrov má podnebí spíše subtropické

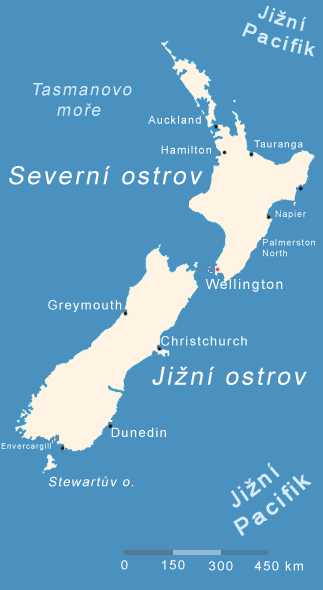
Mapa Nového Zélandu

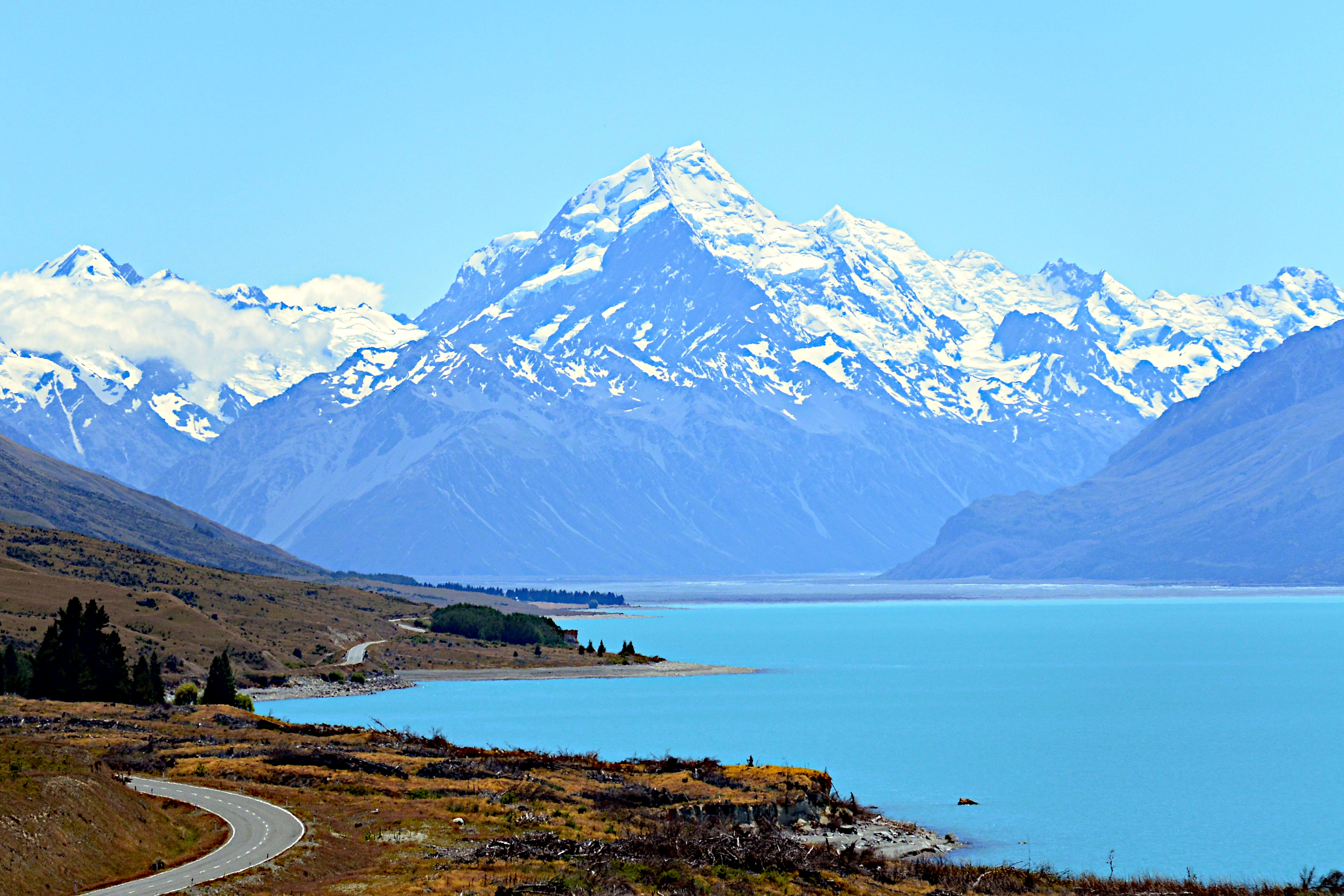
Vrchol Mount Cooku je nejvyšším bodem Nového Zélandu (3724 m n. m.)

Nový Zéland leží poněkud izolován v jižní části Tichého oceánu, ve vzdálenosti asi 2000 km na jihovýchod od Austrálie. Nejbližší pevninou na jihu je Antarktida. Na severu se nacházejí souostroví Nová Kaledonie, Fidži a Tonga.
Nový Zéland tvoří dva hlavní ostrovy oddělené od sebe Cookovým průlivem (Severní ostrov a Jižní ostrov), množství menších ostrovů a závislá území Cookovy ostrovy, Niue nebo Tokelau. Celková rozloha Nového Zélandu je 268 680 km², což je o trochu méně než Japonsko a o trochu více než Spojené království. Nejbližší pevninou je 2000 km vzdálená Austrálie. Na Novém Zélandu a přilehlých ostrovech se v roce 2014 nacházely tři lokality světového dědictví UNESCO – národní park Tongariro, Te Wahipounamu a novozélandské subantarktické ostrovy.
Na dvou hlavních ostrovech Nového Zélandu jsou všechna místa vzdálená maximálně 130 km od moře. Větry vanoucí od oceánu zde udržují mírné a vlhké podnebí se silnými srážkami na západním pobřeží. Na severu Nového Zélandu je horko a deštivo. Na jihu země a ve větších výškách je chladněji.
Severní ostrov má velice členité pobřeží s několika poloostrovy, které vybíhají do moře. Úrodné nížiny přecházejí v kopce lemované zátokami a písčitými plážemi. Uprostřed Severního ostrova se nachází oblast sopek se čtyřmi dosud činnými sopkami a množstvím vyvěrajících horkých pramenů a gejzírů. Nejvyšším vrcholem Severního ostrova je jedna ze čtyř sopek, sopka Ruapehu (2797 m n. m.). Zemětřesení nejsou ničím výjimečným, zřídkakdy však představují nebezpečí. Víc na jihu se kopce svažují a předcházejí v roviny a pobřežní nížiny. V Guinnessově knize rekordů je zapsán maorský název 305 m vysokého kopce Tetaumatawhakatangihangakoauaotamateaurehaeaturipukapihimaungahoronukupokaiwhenuaakitanarahu, který má 92 písmen. 
Jižnímu ostrovu, jejž od Severního odděluje 26 km široký Cookův průliv, dominují nebetyčné vrcholky Jižních Alp se sněžnými poli a ledovci. Nejvyšším vrcholem Jižního ostrova je Mount Cook (3724 m). Mnoho nádherných jezer, která leží v hustě zalesněných horských údolích, napájejí prudké řeky. Na východ od Jižních Alp se rozkládá úrodná Canterburská nížina, největší rovina na Novém Zélandu. Na samém jihu se do ostrovní půdy zařezávají v úzkých pruzích fjordy, jež skýtají překrásnou podívanou.
Z přilehlých ostrovů je největší Stewartův ostrov (1746 km2), který se nachází 30 km jižně od Jižního ostrova na opačné straně Foveauxova průlivu.
Pod správu Nového Zélandu patří tichomořská souostroví: Aucklandské ostrovy, ostrovy Bounty, Campbellovy ostrovy, Chathamské ostrovy, Kermadekovy ostrovy a ostrovy Protinožců.

### Podnebí
Nový Zéland má mírné oceánské podnebí, přičemž nejsevernější část má podnebí subtropické. Roční období jsou proti Severní polokouli obrácená. Nejteplejší měsíce jsou leden a únor a nejchladnější červenec. Na Severním ostrově je průměrná teplota 18 °C a na Jižním 13 °C. Zimy jsou mírné. Převládající západní větry přinášejí celoročně bohaté srážky.

### Flora a fauna

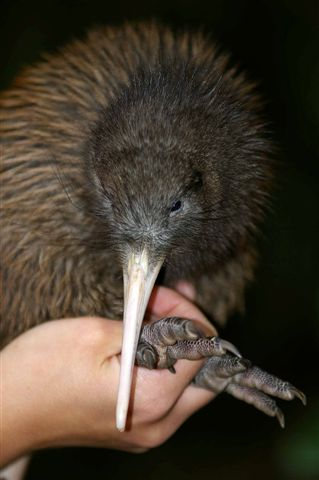
Kivi

Izolovanost ostrovů uchovala některé endemické druhy. Nový Zéland se od Gondwany oddělil ještě před rozšířením savců, proto se před méně než 900 lety na Novém Zélandu nevyskytovali žádní savci, kromě těch, co sem mohli připlavat (lachtani, lvouni atd.) nebo přiletět (netopýři). Na Novém Zélandu nežijí žádní hadi a téměř žádná jedovatá zvířata.
Nový Zéland je domovem mnoha endemických rostlin, např. šarlatově kvetoucí pohutukawy a jerlínu se zářivě žlutými kvítky. Velké části Nového Zélandu byly původně porostlé lesem nebo buší. Nyní převládají formy trsnatých trav na bažinatých plochách a čtvrtina území je zalesněna. Stávající lesy jsou složené z vavřínových a jehličnatých stromů, ale místy se vyskytují i palmy a stromovité kapradiny. Na Jižním ostrově jsou převážně pabukové lesy (kromě západního pobřeží).
Nejznámějším představitelem fauny je kivi, velký nelétavý pták, i když zde žije ještě několik dalších druhů ptáků, kteří neumějí létat. Před příchodem Evropanů na Novém Zélandu žily dva druhy netopýrů, velké množství hmyzu a ptáků, kteří jsou často nelétaví a několik druhů plazů – gekoni a scinkové. Pouze na Novém Zélandu najdeme rovněž hatérii novozélandskou, starodávného plaza. Typickými opeřenci Nového Zélandu jsou slípky novozélandské a papoušci kakapo.

### Národní parky
Na Novém Zélandu se nachází 14 národních parků.
Severní ostrov:
- Te Urewera „V roce 2014 však došlo k dohodě mezi kmenem Tuhoe a vládou a k uzákonění nového statusu pro Te Urewera. Te Urewera přestává být národním parkem, ale stává se vlastí Tuhoe jako národa. Původní obyvatelé tak získávají právo na svou půdu a rozhodování.“[6]
- Národní park Tongariro
- Národní park Whanganui
- Národní park Egmond

Jižní ostrov
- Národní park Abel Tasman
- Národní park Kahurangi
- Národní park Nelson Lakes
- Národní park Paparoa
- Národní park Arthur's Pass
- Národní park Westland Tai Poutini
- Národní park Aoraki/Mount Cook
- Národní park Mount Aspiring
- Národní park Fiordland

Stewartův ostrov
- Národní park Rakiura

## Politický systém

### Politický systém Nového Zélandu

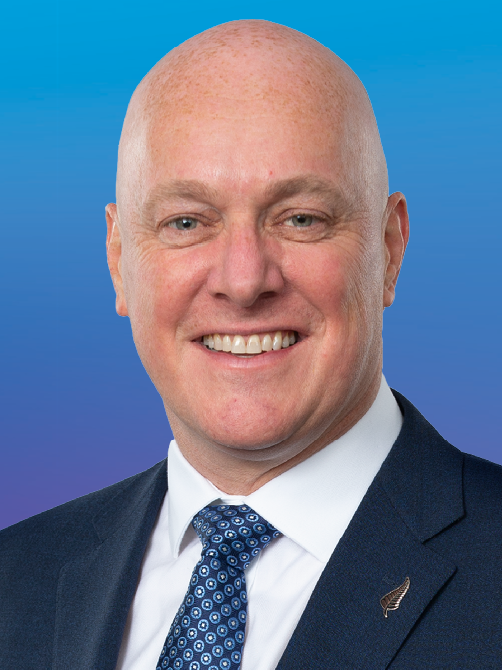
Novozélandský premiér Christopher Luxon

Nový Zéland je konstituční monarchií s parlamentní formou vlády. Nový Zéland je součástí tzv. Commonwealth realm, proto mají stejnou hlavu státu jako Spojené království, kterou zastupuje generální guvernér Nového Zélandu, současnou guvernérkou je Cindy Kiro (od roku 2021).
Parlament Nového Zélandu je jednokomorový, obvyklý počet členů je 120, někdy více kvůli převislým mandátům, volených na tříleté funkční období. Od parlamentních voleb z roku 1996 se používal personalizovaný poměrný volební systém (MMP), který však později nahradil systém relativní většiny (FPTP). Každý volič má při volbě dva hlasy, kterými odděleně hlasuje pro jednoho z kandidátů v rámci svého jednomandátového volebního obvodu a stranickou kandidátku v jednom celostátním obvodu. Nový Zéland byl prvním státem, ve kterém dostaly ženy právo volit (1893).
Ústava Nového Zélandu je nepsaná.
Nový Zéland je členem vojenského paktu ANZUS. Po potopení lodi Greenpeace, Rainbow Warrior, Nový Zéland začal zavádět legislativu, závěrem které byl zákaz přítomnosti jaderných zbraní a jaderné energetiky.

### Administrativní dělení

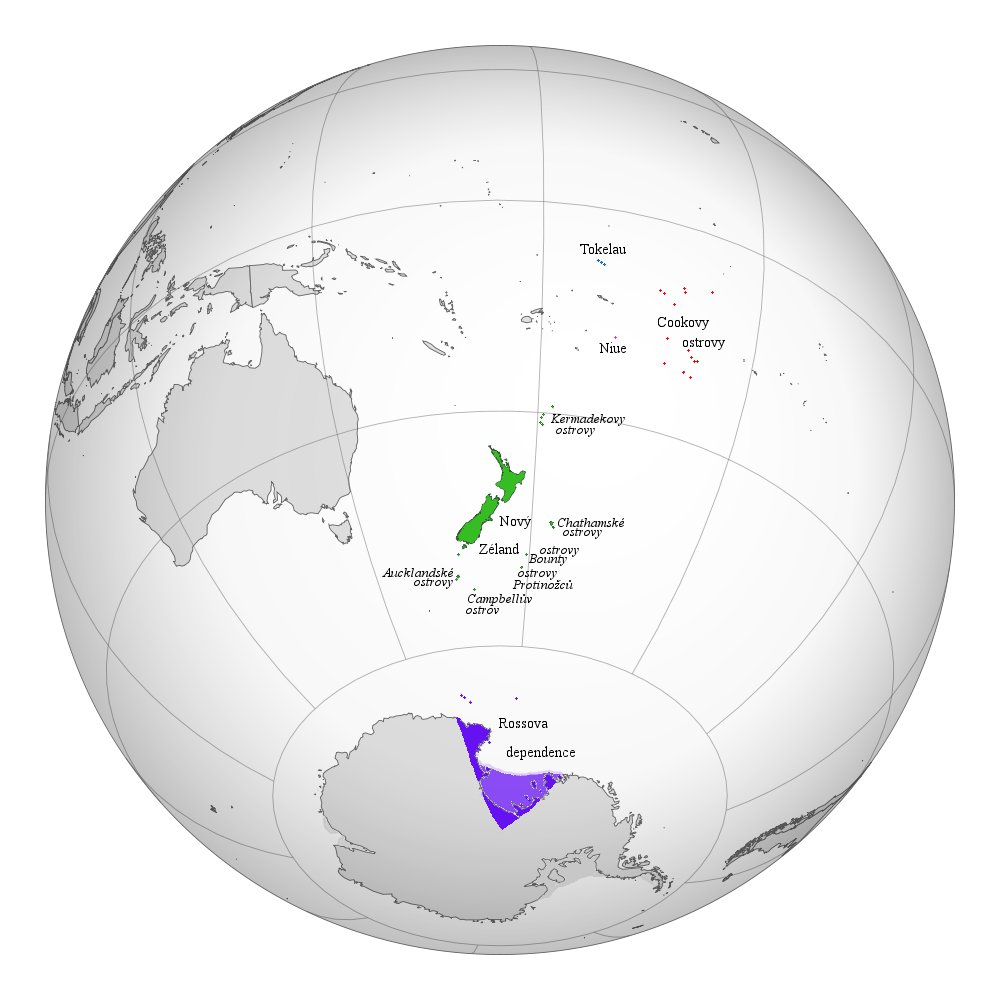
Jednotlivé části Novozélandského království

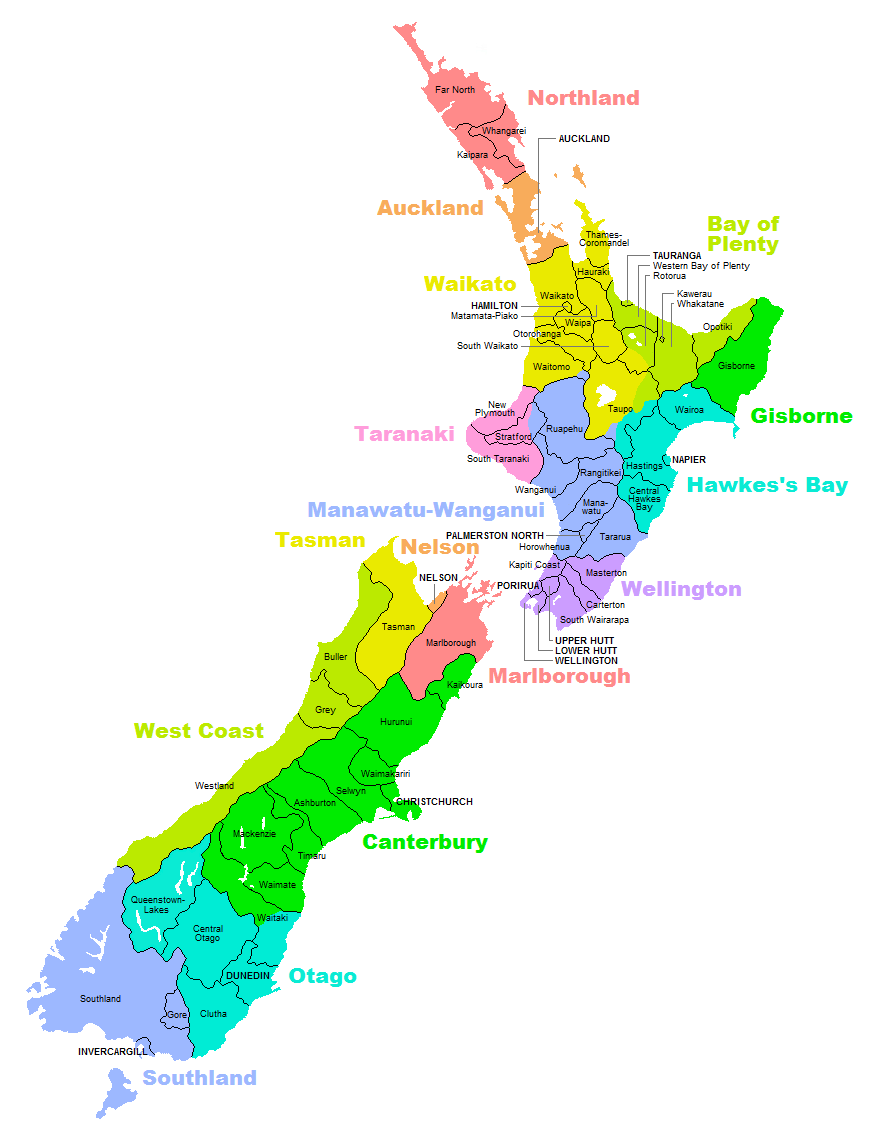
Distrikty Nového Zélandu

Novozélandské království (anglicky Realm of New Zealand) je území, na kterém je hlavou státu britský král Karel III. z titulu krále Nového Zélandu. Království zahrnuje Cookovy ostrovy, Nový Zéland, Niue, Tokelau a sporné území na Antarktidě označované jako Rossova dependence.

### Regiony
Novozélandské regiony jsou základním administrativním dělením. Je jich 16.
| 1. Northland 2. Auckland 3. Waikato 4. Bay of Plenty 5. East Cape 6. Hawke's Bay 7. Taranaki 8. Manawatu-Wanganui 9. Wellington 10. Tasman 11. Nelson 12. Marlborough 13. West Coast 14. Canterbury 15. Otago 16. Southland | Regiony Nového Zélandu |

### Distrikty
Novozélandské distrikty jsou druhým administrativním dělením. Je jich 53.

## Ekonomika

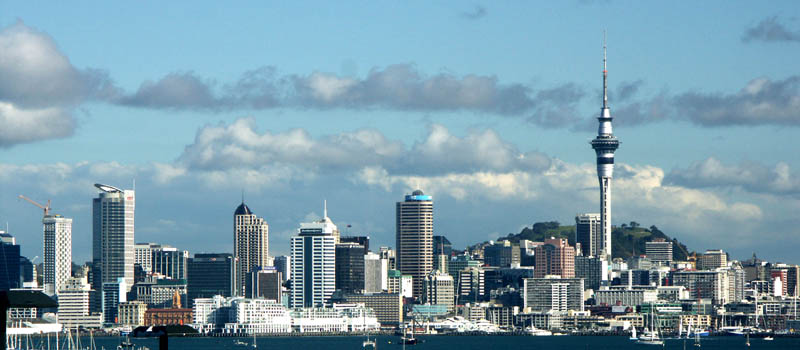
Auckland

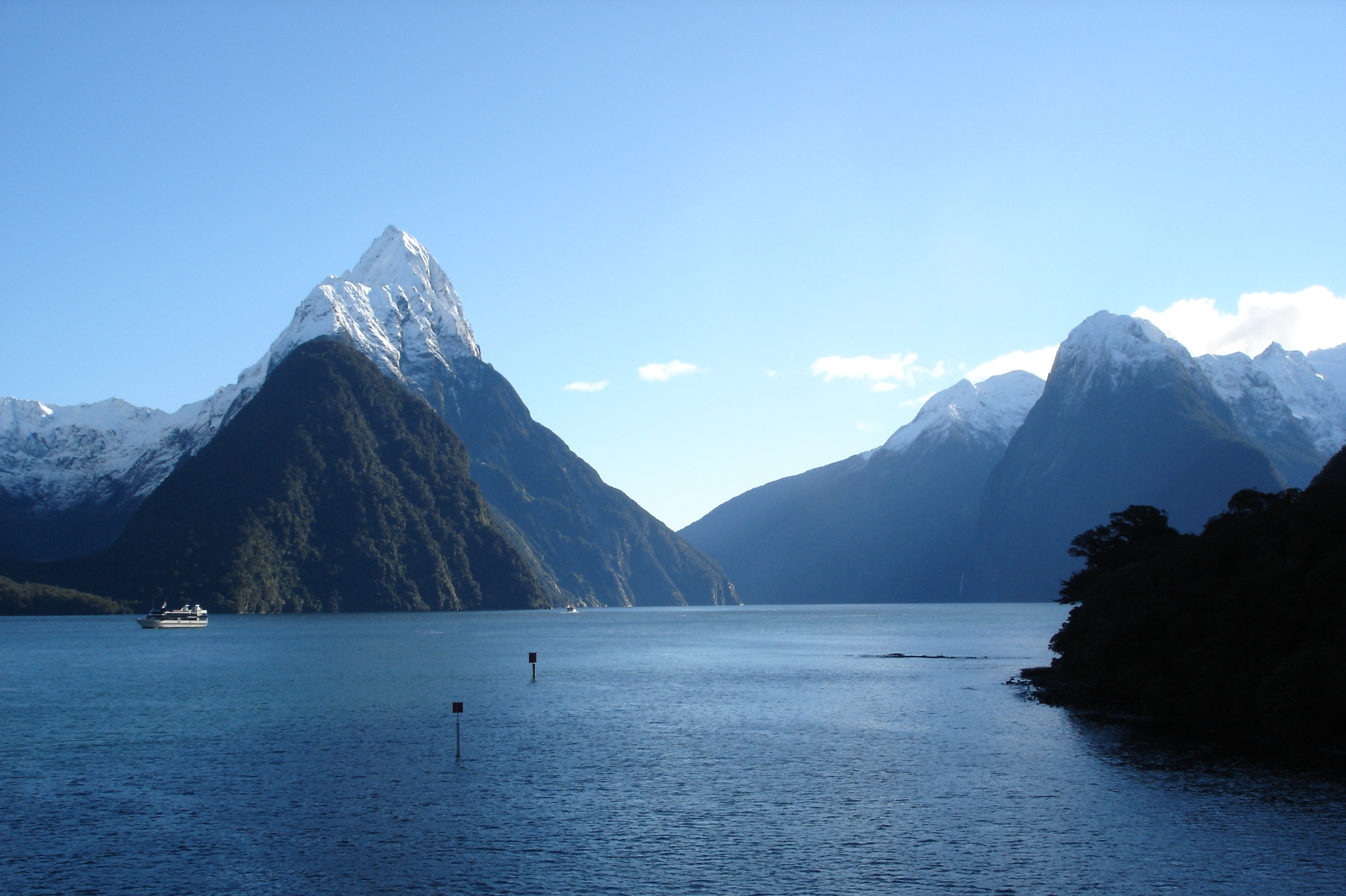
Milford Sound je jeden z nejčastějších cílů turistů v zemi.

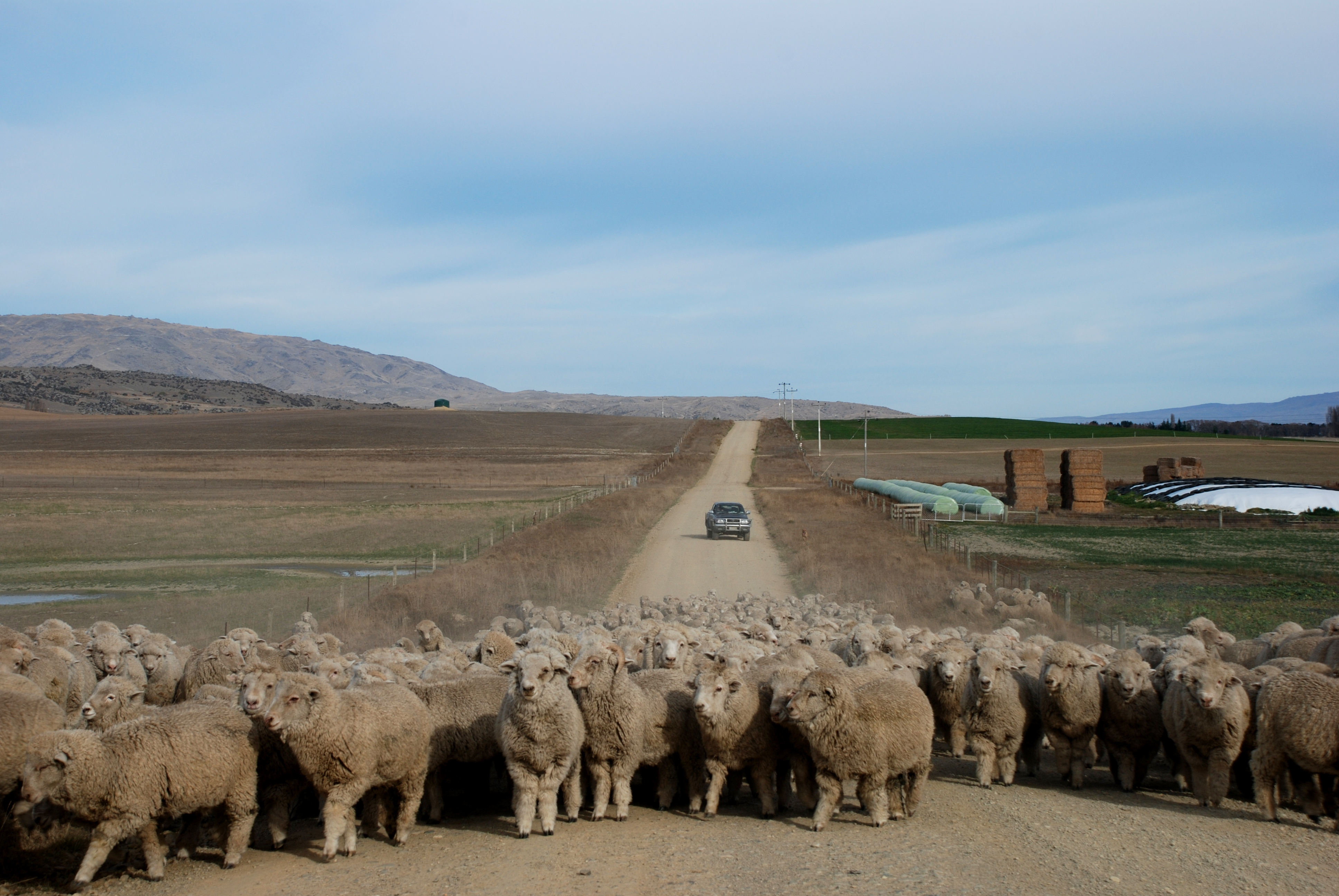
Stádo ovcí. Vlna patří mezi důležité vývozní artikly

Nový Zéland je vyspělá země. Patří mezi země s vysokou životní úrovní, podle Human Development Index se v roce 2005 umístil na 19. místě a v žebříčku kvality života v roce 2005 časopisu The Economist na 15. místě. Od roku 1984 byla vláda země zaneprázdněna významnou ekonomickou restrukturalizací, transformující Nový Zéland z vysoko protekcionistické a regulované ekonomiky na liberalizovanou otevřenou ekonomiku. Koncem 80. let 20. století privatizovala vláda Nového Zélandu v několika vlnách značnou část společností, včetně svých telekomunikačních společností, železničních sítí, rozhlasových stanic a dvou finančních institucí. I přesto novozélandská vláda ještě stále vlastní mnoho podniků, známých jako State-Owned Enterprises (státní podniky). Tyto podniky jsou řízeny samostatnými podniky, které musí vykazovat zisk stejně tak jako každá jiná soukromá společnost.
Částečně také kvůli náhlé transformaci ekonomiky, vznikla od roku 1984 na Novém Zélandu ekonomická bublina na trhu cenných papírů. Svůj vrchol dosáhla v říjnu 1987 a celková hodnota trhu se snížila na polovinu během jednoho roku (ztracená hodnota se ještě stále nedosáhla). Následkem této bubliny bylo období nízkého ekonomického růstu, které trvalo až do poloviny 90. let 20. století. To vedlo vládu také k začátku programu masivní imigrace na zvýšení HDP. Od roku 1999 má Nový Zéland období relativního silného růstu s jen slabými inflačními tlaky.
Současné ekonomické priority vlády Nového Zélandu jsou zaměřené na zvýšení relativně nízké pozice mezi země OECD, uzavření smluv o volném obchodu, snižovaní rozdílů mezi etnickými skupinami a budování ekonomiky založené na vědomostech. V roce 2004 začal Nový Zéland jako jedna z prvních zemí světa rozhovory o volném obchodu s Čínou.
Nový Zéland je silně závislý na obchodu, hlavně se zemědělskými produkty. Je ovlivňován globálními ekonomickými zpomaleními a propadem cen komodit. Poněvadž jsou ceny zemědělských produktů velmi citlivé na kurzové směny a značná část spotřebitelského zboží je dovážena, mají směny novozélandského dolaru silný dopad na ekonomiku. Jeho primární exportní odvětví jsou zemědělství, hortikultura, rybolov, lesnictví a informační technologie. Velmi významným zdrojem příjmů je turistika, neboť příroda Nového Zélandu přitahuje turisty z celého světa. Filmový a vinařský průmysl mají velkou šanci na úspěch.
Nový Zéland je zemědělskou zemí. Na každého obyvatele připadá podle odhadů asi 20 hospodářských zvířat. Ovce jsou zdrojem proslulého jehněčího a vlny, které se vyvážejí do celého světa. Kvůli dalším hlavním položkám vývozu státu - hovězímu, mléku, sýru a máslu - se zde navíc chovají velká stáda skotu. Nedílnou součástí nadstandardní živočišné výroby na Novém Zélandu jsou i početné farmové chovy jelení zvěře. K pěstovaným plodinám patří pšenice, kukuřice, ječmen, hrách a jablka. V zemi vzrůstá počet vinic, z nichž pochází vysoce kvalitní víno. Původní stále zelené lesy Nového Zélandu jsou většinou chráněné, pily a papírenský průmysl jsou zásobovány rozsáhlými kulturami jehličnanů a eukalyptů. Ve vodách Nového Zélandu se loví takové ryby, jako např. hoki, pražmy a barakudy, a při pobřeží se chovají korýši včetně slávek.
Novozélandský průmysl je založen hlavně na zpracování zdejších mléčných produktů, plodin, masa a ryb. K ostatním průmyslovým odvětvím se řadí výroba látek, hliníku a umělých hmot.
Hlavními obchodními partnery Nového Zélandu jsou Austrálie, Japonsko, USA, členské státy Evropské unie a Spojené království.
Země zužitkovává své přírodní bohatství, například zdejší prudké řeky jsou zdrojem vodní energie. Disponuje též zásobami zemního plynu, ropy, uhlí, zlata, stříbra a železné rudy.

## Obyvatelstvo

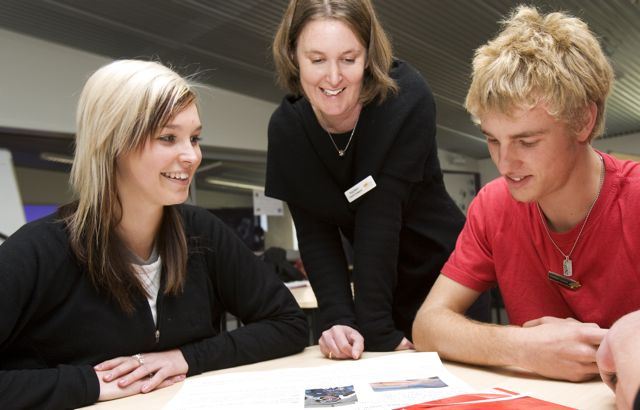
Novozélanďané evropského původu

Původními obyvateli Nového Zélandu jsou polynésští Maorové, kteří na Nový Zéland připluli během 9. až 14. století. Na Chathamových ostrovech se usadili Moriorové, kteří byli později vyhlazeni Maory. Největší skupinu obyvatel tvoří Novozélanďané evropského původu (74 %), kteří jsou převážně britského původu. Druhou největší skupinu tvoří Maorové (15 %). Dalšími skupinami jsou nedávno přistěhovalí Asiaté (12 %) a imigranti z jiných tichomořských ostrovů (8 %). V roce 1961 bylo 92 % obyvatel evropského původu a 7 % byli Maorové.
Negramotnost obyvatelstva je kolem 1 %. Téměř 88 % obyvatel žije ve městech. Střední délka života mužů je 75,5 let, u žen 81,6 let. Podíl párů bez dětí je 76 %.

### Největší města
- Auckland – 1,6 mil. obyvatel
- Wellington – 369 000 obyvatel (hlavní město)
- Christchurch – 364 000 obyvatel
- Hamilton – 188 000 obyvatel

## Kultura

### Umění

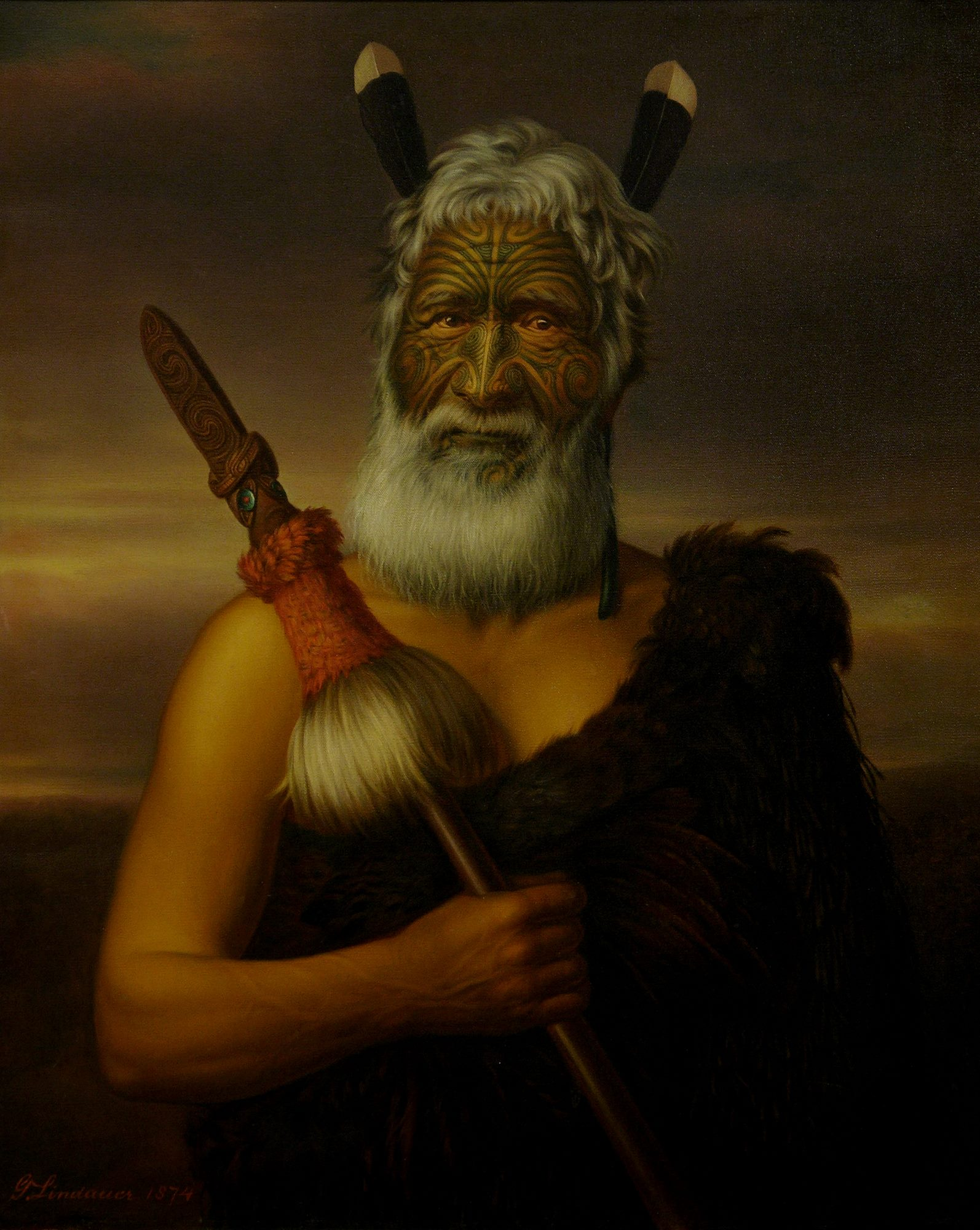
Příslušník maorského kmene z konce 19. století, portrét: Bohumír Lindauer

Nejvýznamnějším novozélandským literátem je Katherine Mansfieldová, jež je obvykle řazena k modernismu. Eleanor Cattonová, která si Nový Zéland vybrala jako svou novou vlast (narodila se v Kanadě), získala za román The Luminaries v roce 2013 prestižní Man Bookerovu cenu, čímž se stala nejmladším vítězem této literární ceny v její dosavadní historii (ve věku 28 let). Stejného ocenění se již roku 1985 dostalo Keri Hulmeové. Ngaio Marshová proslula jako detektivkářka.
Nejslavnějším filmařem je režisér Peter Jackson, tvůrce filmové trilogie Pán prstenů. Jackson si rodný Nový Zéland vybral i jako lokaci pro natáčení slavné trilogie, především díky krásné divoké přírodě. To po roce 2005 způsobilo na Novém Zélandu turistický boom. Uznávanou filmařkou je i Jane Campionová, první žena, jež získala Zlatou palmu v Cannes. Andrew Niccol natočil například slavný sci-fi snímek Gattaca či napsal scénář k filmu Truman Show, Andrew Adamson se zase proslavil jako režisér animovaného snímku Shrek a série Letopisy Narnie. Martin Campbell režíroval dvě bondovky, Zlaté oko (1995) a Casino Royale (2006). Lee Tamahori režíroval bondovku Dnes neumírej (2002).
Nejznámějším novozélandským hercem je Russell Crowe. Seriál Xena nebo Battlestar Galactica proslavil Lucy Lawlessovou, snímek Jurský park Sama Neilla. Ač narozená v Kanadě, novozélandské občanství má i herečka Anna Paquinová, jež za roli ve snímku Piano získala Oscara v kategorii nejlepší herečka ve vedlejší roli. Ve svých 11 letech se tak stala druhou nejmladší oscarovou vítězkou v historii. Později jí proslavila série X-Men.
Kiri Te Kanawaová je významnou operní pěvkyní. Mezi nejznámější zpěvačky novozélandského původu patří Roseanne Park, která od roku 2016 působí v jihokorejské skupině Blackpink.

### Sport

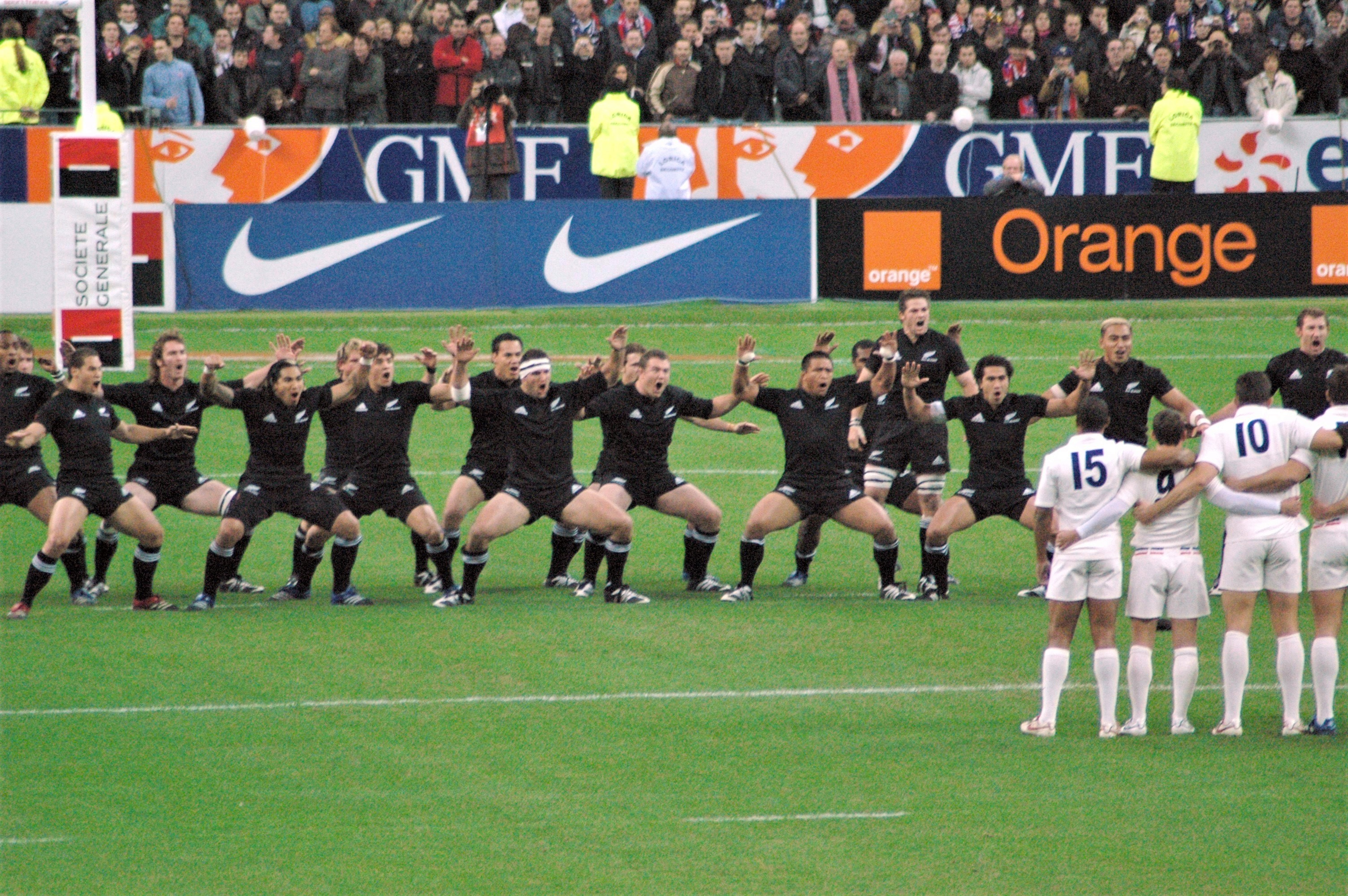
Tanec haka, který předvádí ragbyová reprezentace před zápasem

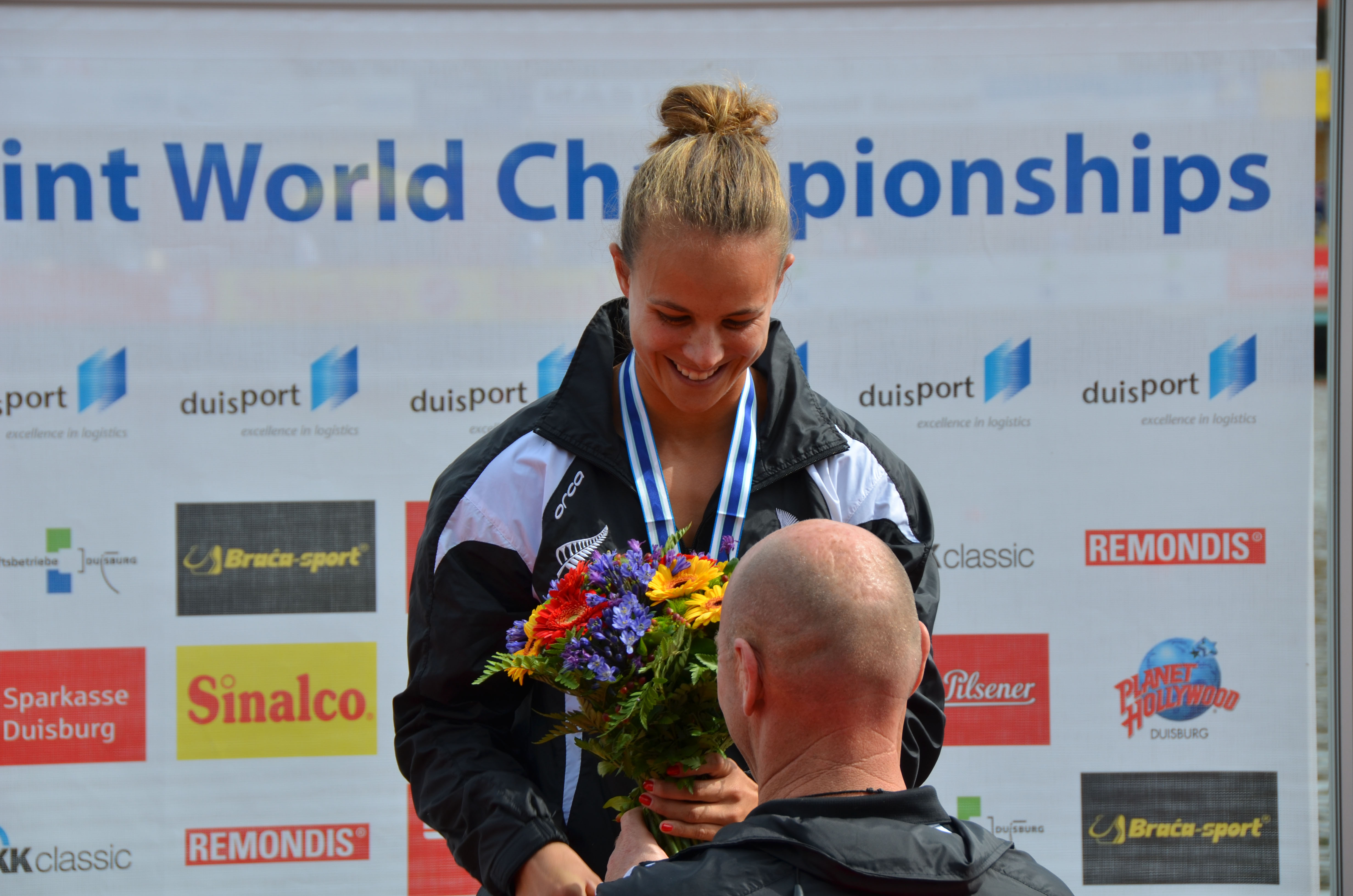
Kanoistka Lisa Carringtonová

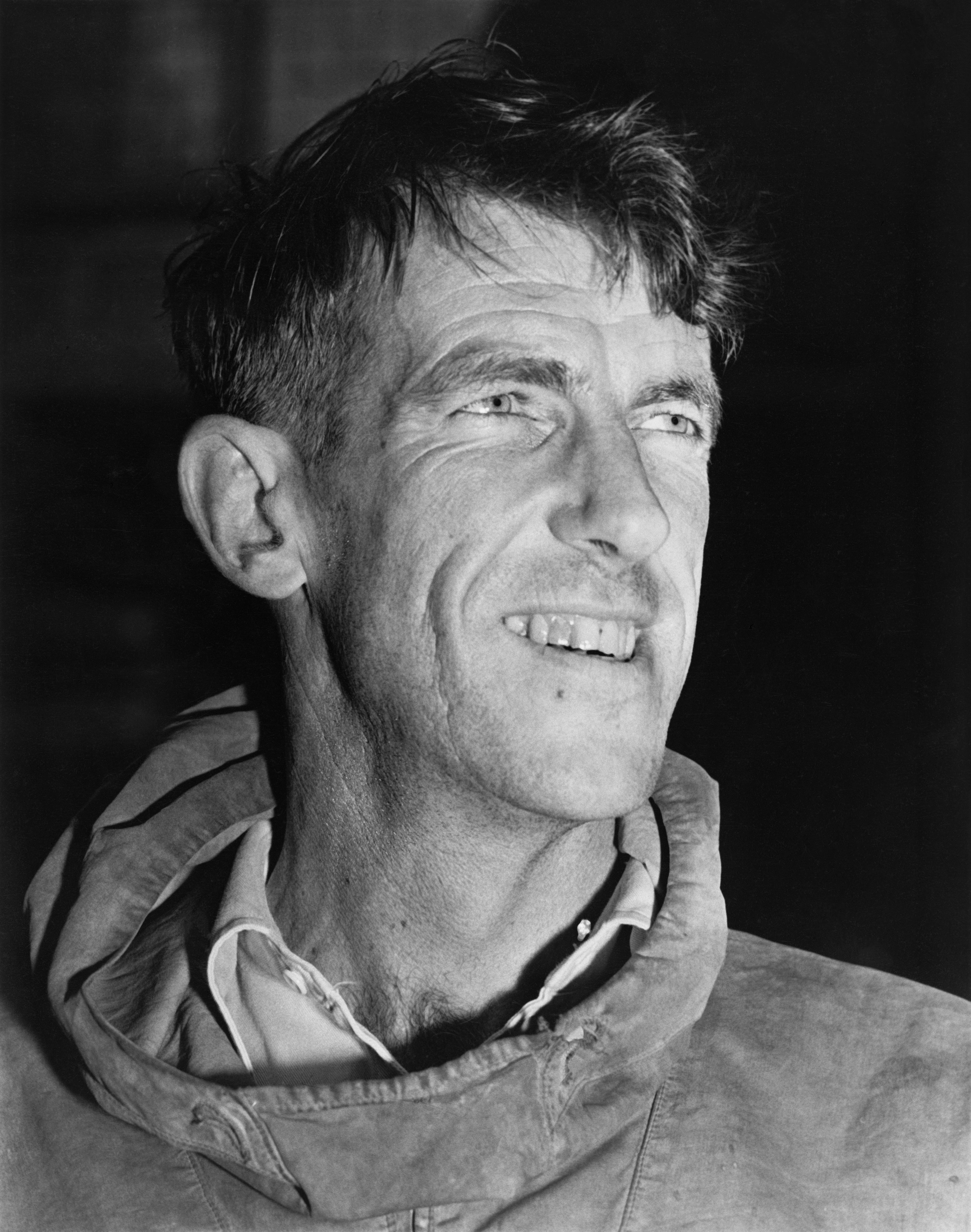
Edmund Hillary

Nejvíce registrovaných sportovců má na ostrovech sport blízký košíkové zvaný netball. Ten hrají ale výhradně jen ženy. Národním sportem je ragby. Novozélandská ragbyová reprezentace All Blacks vyhrála třikrát mistrovství světa, poprvé v roce 1987, následně v roce 2011 a naposledy v roce 2015. Oblíbenou atrakcí všech velkých turnajů je starý maorský tanec haka, který tančí ragbyová reprezentace před začátkem každého zápasu. Dan Carter a Richie McCaw jsou oba trojnásobnými vítězi ankety o nejlepšího ragbistu světa. Prvními třemi Novozélanďany uvedenými do mezinárodní ragbyové síně slávy byly Wilson Whineray, Joe Warbrick a Dave Gallaher.
Velmi oblíbené jsou také všechny vodní sporty, zejména veslování. Na olympijských hrách je to novozélandský nejúspěšnější sport, přinesl ostrovnímu státu již čtrnáct zlatých medailí. Individuální medaile mají Rob Waddell a Mahé Drysdale, který zvítězil dokonce dvakrát, v Londýně 2012 i Riu 2016. Stejnou bilanci mají dvojka Hamish Bond-Eric Murray a Georgina Evers-Swindellová-Caroline Evers-Swindellová. Rychlostní kanoistka Lisa Carringtonová je s pěti zlatými olympijskými medailemi nejúspěšnější novozélandskou olympioničkou všech dob. Čtyři zlaté z triumfů kanoistických čtyřek a dvojek posbíral Ian Ferguson, tři Paul MacDonald. Kanoisté pro Nový Zéland získali celkem deset zlatých, úspěšní jsou i jachtaři s devíti.
Celkem Novozélanďané k roku 2021 získali 53 zlatých olympijských medailí. Druhou jejich nejúspěšnější disciplínou je atletika. První atletické zlato získal roku 1936 Jack Lovelock v běhu na 1500 metrů. Yvette Williamsová triumfovala ve skoku dalekém na OH v Helsinkách roku 1952. V Melbourne 1956 uspěl chodec Norman Read. V Římě 1960 brali zlato dva běžci, Peter Snell (800 m) a Murray Halberg (5000 m). Snell pak přidal další dvě zlata na dalších hrách v Tokiu, na 800 a 1500 metrech, takže je nejúspěšnějším novozélandských atletem všech dob. Na patnáctistovce bral Nový Zéland nejvyšší vavřín i v roce 1976, díky Johnu Walkerovi. V Pekingu roku 2008 a Londýně 2012 zvítězila v závodě ve vrhu koulí Valerie Adamsová.
Vůbec první zlato na OH pro Nový Zéland zajistil boxer Ted Morgan, roku 1928. Dvě zlaté má plavec Danyon Loader a jezdec na koni Mark Todd. V cyklistice uspěla Sarah Ulmerová, v triatlonu Hamish Carter. V kolektivních sportech jsou Zélanďané nejúspěšnější v pozemním hokeji, jejich družstvo mužů vyhrálo olympijský turnaj roku 1976.
Tradičně oblíbeným je kriket, nejslavnější novozélandský kriketista je Richard Hadlee. Po roce 2013 se velmi zvedla obliba basketbalu, dva Novozélanďané už se také dostali do americké NBA – Steven Adams a Kirk Penney. Pero Cameron je členem síně slávy Mezinárodní basketbalové federace. Dalším sportem na vzestupu popularity, zejména mezi mladými, je fotbal. Novozélandské fotbalové reprezentaci se dvakrát podařilo probojovat na mistrovství světa, v roce 1982 a roku 2010.
Jednou z největších sportovních osobností je horolezec Edmund Hillary, který se roku 1953 stal prvním pokořitelem nejvyšší hory světa Mount Everestu, spolu se svým šerpou Tenzingem. Bob Fitzsimmons a Torpedo Billy Murphy byli profesionálními mistry světa v boxu. Tony Wilding byl tenisová světová jednička a čtyřnásobný vítěz Wimbledonu v období před první světovou válkou. Denny Hulme se stal roku 1967 mistrem světa ve Formuli 1. Pilot Bruce McLaren založil ve formuli vlastní velmi úspěšnou stáj McLaren. Hugh Anderson je čtyřnásobným mistrem světa v závodech silničních motocyklů. Ivan Mauger je šestinásobný mistr světa v motocyklových závodech na ploché dráze, Barry Briggs čtyřnásobný. Shayne King je mistrem světa v motokrosu, Stefan Merriman je čtyřnásobným světovým šampionem v enduru.

### Věda
Kolem roku 1904 údajně vzlétl farmář Richard Pearse na létajícím stroji vlastní výroby a stal se tak možná prvním aviatikem světa, nicméně není příliš uznáván, protože jeho pokus sledovalo málo svědků. Novozélanďan Ernest Rutherford však již získal svými výzkumy atomu uznání celosvětové a roku 1908 také Nobelovu cenu. O rok později byl právě na Novém Zélandu vynalezen prodejní automat.
Na Novém Zélandu se narodil i molekulární biolog Maurice Wilkins, jemuž byla roku 1962 udělena Nobelova cena za fyziologii a lékařství, za objev molekulární struktury nukleových kyselin, rodákem je i Alan MacDiarmid, který v roce 2000 obdržel Nobelovu cenu za chemii za objev a vývoj vodivých polymerů.
Významným matematikem je Vaughan Jones, známý především prací v oblasti von Neumannových algeber. V roce 1990 obdržel prestižní Fieldsovu medaili. V oblasti kosmologie dosáhla věhlasu Beatrice Tinsleyová.
Americká společnost Rocket Lab vypustila 25. května 2017 raketu Electron, která má v budoucnosti vynášet tzv. CubeSaty, miniaturní obdélníkové satelity. Jedná se o první raketu vypuštěnou z území Nového Zélandu v historii. Společnost chce s dalšími komerčními lety pokračovat ještě v roce 2017. Jedná se o důležitý krok v oblasti využívání vesmíru soukromými firmami.